# Championnes de France de natation en bassin de 50 m du 400 m nage libre

## 400 mètres nage libre dames
| Championnat | Lieu                              | Athlète                               | Naissance | Âge   | Club                                          | Temps                          |
| ----------- | --------------------------------- | ------------------------------------- | --------- | ----- | --------------------------------------------- | ------------------------------ |
| 1921        | Strasbourg                        | Ernestine Lebrun                      |           |       | Enfants de Neptune de Tourcoing               | 7 min 30 s 2 RF                |
| 1922        | Tourcoing                         | Ernestine Lebrun                      |           |       | Enfants de Neptune de Tourcoing               | 7 min 26 s 0                   |
| 1923        | Arras                             | Ernestine Lebrun                      |           |       | Enfants de Neptune de Tourcoing               | 7 min 25 s 0                   |
| 1924        | non disputé                       |                                       |           |       |                                               |                                |
| 1925        | Paris                             | Ernestine Lebrun                      |           |       | Enfants de Neptune de Tourcoing               | 6 min 54 s 4                   |
| 1926        | Paris                             | Marguerite Ledoux                     |           |       | Enfants de Neptune de Tourcoing               | 6 min 48 s 4                   |
| 1927        | Paris                             | Marguerite Ledoux                     |           |       | Enfants de Neptune de Tourcoing               | 6 min 27 s 8                   |
| 1928        | Paris                             | Marguerite Ledoux                     |           |       | Enfants de Neptune de Tourcoing               | 6 min 34 s 6                   |
| 1929        | Paris                             | Solita Salgado                        |           |       | Mouettes de Paris                             | 6 min 17 s 6 RF                |
| 1930        | Paris                             | Yvonne Godard                         |           |       | Club des Nageurs de Paris                     | 6 min 16 s 0                   |
| 1931        | Paris                             | Yvonne Godard                         |           |       | Club des Nageurs de Paris                     | 5 min 53 s 2                   |
| 1932        | Marseille (25 m)                  | Yvonne Godard                         |           |       | Club des Nageurs de Paris                     | 5 min 57 s 2                   |
| 1933        | Paris                             | Louisette Fleuret                     |           |       | Club des Nageurs de Paris                     | 6 min 10 s 2                   |
| 1934        | Paris                             | Louisette Fleuret Solita Salgado      |           |       | Club des Nageurs de Paris Mouettes de paris   | 6 min 00 s 6                   |
| 1935        | Bordeaux                          | Louisette Fleuret                     |           |       | Club des Nageurs de Paris                     | 5 min 50 s 6                   |
| 1936        | Paris                             | Louisette Fleuret                     |           |       | Club des Nageurs de Paris                     | 5 min 46 s 4 RF                |
| 1937        | Paris                             | Louisette Fleuret                     |           |       | Club des Nageurs de Paris                     | 5 min 52 s 2                   |
| 1938        | Paris                             | Louisette Fleuret                     |           |       | Club des Nageurs de Paris                     | 5 min 58 s 4                   |
| 1939        | Paris                             | Louisette Fleuret                     |           |       | Club des Nageurs de Paris                     | 6 min 02 s 7                   |
| 1940        | non disputé                       |                                       |           |       |                                               |                                |
| 1941        | Toulouse                          | Mayanne Jouvenel                      |           |       | Mouettes de Paris                             | 5 min 55 s 4                   |
| 1942        | Villeurbanne                      | Mayanne Jouvenel                      |           |       | Mouettes de Paris                             | 6 min 07 s 4                   |
| 1943        | Toulouse Paris                    | Mayanne Jouvenel                      |           |       | Mouettes de Paris                             | 6 min 02 s 0                   |
| 1944        | Paris Tourcoing Toulouse Bordeaux | Mayanne Jouvenel                      |           |       | Mouettes de Paris                             | 6 min 00 s 2                   |
| 1945        | Paris                             | Monique Berlioux                      |           |       | Racing Club de France                         | 6 min 10 s 8                   |
| 1946        | Paris                             | Josette Delmas                        |           |       | Paris université Club                         | 6 min 03 s 4                   |
| 1947        | Paris                             | Josette Delmas                        |           |       | Club des Nageurs de Paris                     | 5 min 58 s 9                   |
| 1948        | Paris                             | Colette Thomas                        |           |       | Mouettes de Paris                             | 5 min 35 s 0 RF                |
| 1949        | Paris                             | Colette Thomas                        |           |       | Mouettes de Paris                             | 5 min 40 s 7                   |
| 1950        | Paris                             | Colette Thomas                        |           |       | Mouettes de Paris                             | 5 min 44 s 3                   |
| 1951        | Bordeaux                          | Ginette Jany                          |           |       | Dauphins du TOEC                              | 5 min 32 s 2                   |
| 1952        | Paris                             | Colette Thomas                        |           |       | Mouettes de Paris                             | 5 min 25 s 6                   |
| 1953        | Dijon                             | Ginette Jany                          |           |       | Dauphins du TOEC                              | 5 min 29 s 3                   |
| 1954        | Paris                             | Ginette Jany                          |           |       | Dauphins du TOEC                              | 5 min 25 s 5                   |
| 1955        | Bellerive-sur-Allier              | Héda Frost                            |           |       | GLE Alger                                     | 5 min 24 s 2                   |
| 1956        | Paris                             | Héda Frost                            |           |       | GLE Alger                                     | 5 min 14 s 1                   |
| 1957        | Paris                             | Héda Frost                            |           |       | GLE Alger                                     | 5 min 19 s 5                   |
| 1958        | Paris                             | Héda Frost                            |           |       | GLE Alger                                     | 5 min 22 s 0                   |
| 1959        | Alger                             | Héda Frost                            |           |       | GLE Alger                                     | 5 min 09 s 4                   |
| 1960        | Paris                             | Héda Frost                            |           |       | GLE Alger                                     | 5 min 04 s 6                   |
| 1961 hiver  | Paris (33,33 m)                   | Héda Ducoulombier-Frost               |           |       | GLE Alger                                     | 5 min 18 s 1                   |
| 1961 été    | Paris                             | Héda Ducoulombier-Frost               |           |       | GLE Alger                                     | 5 min 08 s 8                   |
| 1962 hiver  | Nancy                             | Nelly Wollbrett                       |           |       | ASPTT Nancy                                   | 5 min 29 s 4                   |
| 1962 été    | Paris                             | Annie Vanacker                        |           |       | Enfants de Neptune de Tourcoing               | 5 min 04 s 6                   |
| 1963 hiver  | Marseille (25 m)                  | non disputé                           |           |       |                                               |                                |
| 1963 été    | Paris                             | Annie Vanacker                        |           |       | Enfants de Neptune de Tourcoing               | 5 min 08 s 0                   |
| 1964 hiver  | Marseille (25 m)                  | non disputé                           |           |       |                                               |                                |
| 1964 été    | Paris                             | Annie Vanacker                        |           |       | Cercle des nageurs de Marseille               | 5 min 02 s 9                   |
| 1965 hiver  | Marseille (25 m)                  | non disputé                           |           |       |                                               |                                |
| 1965 été    | Paris                             | Annie Vanacker                        |           |       | Cercle des nageurs de Marseille               | 5 min 03 s 4                   |
| 1966 hiver  | Le Mans (25 m)                    | non disputé                           |           |       |                                               |                                |
| 1966 été    | Paris                             | Claude Mandonnaud                     |           |       | ASPTT Limoges                                 | 4 min 56 s 2                   |
| 1967 hiver  | Caen (25 m)                       | non disputé                           |           |       |                                               |                                |
| 1967 été    | Paris                             | Dominique Mollier                     |           |       | Lyon SN Perrache                              | 4 min 52 s 9                   |
| 1968 hiver  | Montreuil                         | non disputé                           |           |       |                                               |                                |
| 1968 été    | Paris                             | Claude Mandonnaud                     |           |       | ASPTT Limoges                                 | 4 min 41 s 1 RE                |
| 1969 hiver  | Toulouse                          | Sylvie Moreau                         |           |       | Stella Sports de Saint-Maur                   | 4 min 57 s 8                   |
| 1969 été    | Paris                             | Claude Mandonnaud                     |           |       | ASPTT Limoges                                 | 4 min 45 s 7                   |
| 1970 hiver  | Aix-en-Provence                   | Claude Mandonnaud                     |           |       | ASPTT Limoges                                 | 4 min 54 s 4                   |
| 1970 été    | Paris                             | Claude Mandonnaud                     |           |       | ASPTT Limoges                                 | 4 min 48 s 1                   |
| 1971 hiver  | Montreuil                         | Claude Mandonnaud                     |           |       | ASPTT Limoges                                 | 4 min 51 s 7                   |
| 1971 été    | Paris                             | Claude Mandonnaud                     |           |       | ASPTT Limoges                                 | 4 min 44 s 5                   |
| 1972 hiver  | Rouen (25 m)                      | Claude Mandonnaud                     |           |       | ASPTT Limoges                                 | 4 min 45 s 5                   |
| 1972 été    | Vittel                            | Claude Mandonnaud                     |           |       | ASPTT Limoges                                 | 4 min 52 s 0                   |
| 1973 hiver  | Paris                             | Michèle Kaufmann                      |           |       | Mulhouse Olympic Natation                     | 4 min 55 s 98                  |
| 1973 été    | Vittel                            | Mireille Reynaud                      |           |       | Girondins de Bordeaux                         | 4 min 50 s 65                  |
| 1974 hiver  | Bordeaux                          | Claude Mandonnaud                     |           |       | ASPTT Limoges                                 | 4 min 35 s 81 RF               |
| 1974 été    | Paris                             | Claude Mandonnaud                     |           |       | ASPTT Limoges                                 | 4 min 33 s 41 RF               |
| 1975 hiver  | Troyes                            | Christine Duperron                    |           |       | Club des Vikings de Rouen                     | 4 min 40 s 01                  |
| 1975 été    | Paris                             | Isabelle Leroy                        |           |       | D Annecy                                      | 4 min 37 s 61                  |
| 1976 hiver  | Tarbes                            | Gilda Stefanini                       |           |       | SU Agen                                       | 4 min 36 s 26                  |
| 1976 été    | Paris                             | Véronique Fernandez                   |           |       | DAM Ugine                                     | 4 min 32 s 80                  |
| 1977 hiver  | Rennes                            | Sophie Falandry                       |           |       | Nantes EC                                     | 4 min 32 s 12                  |
| 1977 été    | Paris                             | Véronique Fernandez                   |           |       | DAM Ugine                                     | 4 min 28 s 39 RF               |
| 1978 hiver  | Lille                             | Véronique Fernandez                   |           |       | DAM Ugine                                     | 4 min 27 s 00 RF               |
| 1978 été    | Laval                             | Muriel Voches                         |           |       | Lyon Natation                                 | 4 min 29 s 11                  |
| 1979 hiver  | Nanterre                          | Anne Vial                             |           |       | Natation 66                                   | 4 min 25 s 95 RF               |
| 1979 été    | Mulhouse                          | Anne Vial                             |           |       | Natation 66                                   | 4 min 27 s 58                  |
| 1980 hiver  | Bordeaux                          | Anne Vial                             |           |       | Natation 66                                   | 4 min 27 s 30                  |
| 1980 été    | Brive-la-Gaillarde                | Isabelle Morange                      |           |       | Cercle des nageurs de Marseille               | 4 min 26 s 60                  |
| 1981 hiver  | La Rochelle                       | Sandra Lacour                         |           |       | ES Massy                                      | 4 min 25 s 88 RF               |
| 1981 été    | Dunkerque                         | Véronique Stéphan                     |           |       | Mouettes de Paris                             | 4 min 21 s 26 RF               |
| 1982 hiver  | Toulouse                          | Sandra Lacour                         |           |       | ES Massy                                      | 4 min 19 s 83 RF               |
| 1982 été    | Megève                            | Véronique Stéphan                     |           |       | Mouettes de Paris                             | 4 min 26 s 20                  |
| 1983 hiver  | Tours                             | Catherine Rabbe                       |           |       | CN Dole                                       | 4 min 23 s 80                  |
| 1983 été    | Bordeaux                          | Laurence Bensimon                     |           |       | CS Clichy                                     | 4 min 21 s 92                  |
| 1984 hiver  | Strasbourg                        | Laurence Bensimon                     |           |       | CS Clichy                                     | 4 min 19 s 60                  |
| 1984 été    | Paris                             | Fabienne Guil                         |           |       | Dinard ON                                     | 4 min 28 s 27                  |
| 1985 hiver  | Aix-en-Provence                   | Karyn Faure                           |           |       | Cercle des nageurs d'Antibes                  | 4 min 23 s 49                  |
| 1985 été    | Dunkerque                         | Cécile Prunier                        |           |       | SN Versailles                                 | 4 min 19 s 30                  |
| 1986 hiver  | Rennes                            | Véronique Jardin                      |           |       | Stade français Olympic Courbevoie             | 4 min 16 s 46 RF               |
| 1986 été    | Millau                            | Cécile Prunier                        |           |       | SN Versailles                                 | 4 min 18 s 38                  |
| 1987 hiver  | Mulhouse                          | Véronique Jardin                      |           |       | Stade français Olympic Courbevoie             | 4 min 16 s 82                  |
| 1987 été    | Strasbourg                        | Cécile Prunier                        |           |       | SN Versailles                                 | 4 min 15 s 78                  |
| 1988 hiver  | Vittel                            | Cécile Prunier                        |           |       | SN Versailles                                 | 4 min 15 s 90                  |
| 1988 été    | Dunkerque                         | Cécile Prunier                        |           |       | SN Versailles                                 | 4 min 12 s 76 RF               |
| 1989 hiver  | Forbach                           | Cécile Prunier                        |           |       | SN Versailles                                 | 4 min 19 s 37                  |
| 1989 été    | Paris                             | Cécile Prunier                        |           |       | SN Versailles                                 | 4 min 16 s 36                  |
| 1990 hiver  | La Rochelle                       | Cécile Prunier                        |           |       | SN Versailles                                 | 4 min 16 s 77                  |
| 1990 été    | Narbonne                          | Cécile Prunier                        |           |       | SN Versailles                                 | 4 min 16 s 87                  |
| 1991 hiver  | Saint-Étienne                     | Cécile Prunier                        |           |       | SN Versailles                                 | 4 min 20 s 33                  |
| 1991 été    | Millau                            | Marie-Pierre Wirth                    |           |       | Mulhouse Olympic Natation                     | 4 min 22 s 15                  |
| 1992 hiver  | Dunkerque                         | Audrey Astruc                         |           |       | Cercle des Nageurs de Brest                   | 4 min 17 s 16                  |
| 1992 été    | Mennecy                           | Audrey Astruc                         |           |       | Cercle des Nageurs de Brest                   | 4 min 19 s 63                  |
| 1993 hiver  | Mennecy                           | Audrey Astruc                         |           |       | Cercle des Nageurs de Brest                   | 4 min 17 s 82                  |
| 1993 été    | Paris                             | Marie-Pierre Wirth                    |           |       | Mulhouse Olympic Natation                     | 4 min 21 s 15                  |
| 1994 hiver  | Lille                             | Audrey Astruc                         |           |       | Cercle des Nageurs de Brest                   | 4 min 19 s 56                  |
| 1994 été    | Aix-les-Bains                     | Audrey Astruc                         |           |       | Cercle des Nageurs de Brest                   | 4 min 20 s 77                  |
| 1995 hiver  | Mennecy                           | Audrey Astruc                         |           |       | Cercle des Nageurs de Brest                   | 4 min 19 s 97                  |
| 1995 été    | Canet-en-Roussillon               | Solenne Figuès                        | 1979      | 16    | Dauphins du TOEC                              | 4 min 19 s 88                  |
| 1996 hiver  | Dunkerque                         | Laetitia Choux                        | 1979      | 17    | Mulhouse Olympic Natation                     | 4 min 22 s 38                  |
| 1996 été    | Montpellier                       | Solenne Figuès                        | 1979      | 17    | Dauphins du TOEC                              | 4 min 18 s 72                  |
| 1997        | Mennecy                           | Laetitia Choux                        | 1979      | 18    | Mulhouse Olympic Natation                     | 4 min 18 s 27                  |
| 1998        | Amiens                            | Ingrid Bourre                         |           |       | Cercle des Nageurs de Melun-Dammarie          | 4 min 16 s 23                  |
| 1999        | Dunkerque                         | Ingrid Bourre                         |           |       | Cercle des Nageurs de Melun-Dammarie          | 4 min 17 s 55                  |
| 2000        | Rennes                            | Laetitia Choux                        | 1979      | 21    | Mulhouse Olympic Natation                     | 4 min 15 s 20                  |
| 2001        | Chamalières                       | Alicia Bozon                          | 1984      | 17    | Enfants de Neptune de Tours                   | 4 min 12 s 06 RF               |
| 2002        | Chalon-sur-Saône                  | Yana Klochkova Alicia Bozon           | 1982 1982 | 20 20 | Ukraine Enfants de Neptune de Tours           | 4 min 11 s 73 4 min 15 s 03    |
| 2003        | Saint-Étienne                     | Simona Paduraru (open) Laure Manaudou | 1981 1986 | 22 17 | Roumanie Cercle des Nageurs de Melun-Dammarie | 4 min 09 s 86 4 min 10 s 68 RF |
| 2004        | Dunkerque                         | Laure Manaudou                        | 1986      | 18    | Cercle des Nageurs de Melun-Dammarie          | 4 min 08 s 72 RF               |
| 2005        | Nancy                             | Laure Manaudou                        | 1986      | 19    | Cercle des Nageurs de Melun-Dammarie          | 4 min 06 s 89                  |
| 2006        | Tours                             | Laure Manaudou                        | 1986      | 20    | Cercle des Nageurs de Melun-Dammarie          | 4 min 03 s 03 RM               |
| 2007        | Saint-Raphaël                     | Laure Manaudou                        | 1986      | 21    | Canet 66 natation                             | 4 min 03 s 38                  |
| 2008        | Dunkerque                         | Camelia Potec Coralie Balmy           | 1982 1987 | 26 21 | Canet 66 natation Dauphins du TOEC            | 4 min 06 s 08 4 min 06 s 67    |
| 2009        | Montpellier                       | Camelia Potec Coralie Balmy           | 1982 1987 | 27 22 | Roumanie Dauphins du TOEC                     | 4 min 03 s 50 4 min 04 s 96    |
| 2010        | Saint-Raphaël                     | Coralie Balmy                         | 1987      | 23    | Dauphins du TOEC                              | 4 min 06 s 87                  |